# عنکبوت‌های موشی
عنکبوت‌های موشی (نام علمی: Missulena) نام یک سرده از تیره پرتوپایان است.